# Klementyna Hoffmanowa
Klementyna Hoffmanowa, rozená Klementyna Tańska (23. listopadu 1798 Varšava – 21. září 1845 Paříž) byla polská prozaička, dramatička, redaktorka, překladatelka, učitelka a aktivistka. Byla jednou z prvních polských spisovatelek dětské literatury.

## Život
Pocházela ze středně bohaté šlechtické rodiny. Byla dcerou Ignacyho Tańského, polského spisovatele a romanopisce. Nějakou dobu žila se svou matkou ve Varšavě. V roce 1819 vydala svou první knihu Pamiątka po dobrej matce, czyli ostatnie jej rady dla coórki (Památka po dobré matce aneb její poslední rada její dceři), monolog, ve kterém starší žena předává závěrečná slova moudrosti a rady. k dceři. Ve 20. letech 19. století redigovala populární časopis pro děti a vydala několik dětských knih, které si získaly široké publikum po několik generací. Vydala také řadu románů, včetně Listy Elżbiety Rzeczyckiej do przyjaciółki swej Urszuli (1824) (česky: Dopisy Alžběty Rzeczycké své přítelkyni Uršule) (1824) a pravděpodobně její nejznámější dílo Dziennik Franciszki Krasińskiej (česky: Deník Franciszky Krasińské) (1825), přeložené do několika jazyků – je považováno za jeden z prvních polských psychologických románů.
Hoffmanowá nastolila princip ekonomického posílení postavení žen. Věřila, že prvním krokem pro ženy k dosažení nezávislosti by mělo být získání vzdělání, které jim umožní placenou práci. Zastávala však konzervativní názory na roli ženy a odkazovala na národní a katolické hodnoty.
V roce 1826 kandidovala na členství ve Varšavské společnosti přátel učení, ale nebyla přijata, protože byla žena. Až do třiceti let zůstala svobodná a teprve v roce 1829 se provdala za Karola Boromeusze Hoffmana (1798–1875). Do té doby používala své dívčí jméno.
Přestože psaní bylo její hlavní a nejpreferovanější činností a považovala se především za spisovatelku, působila také jako učitelka. Vychovala řadu mladých žen, z nichž některé se později samy staly spisovatelkami a učitelkami. Někteří její studenti si Hoffmanowou vzpomínali s respektem a uznáním; její žákyně Narcyza Żmichowska zase kritizovala Hoffmanové konzervatismus.
Během listopadového povstání polského lidu proti Ruské říši byla Hoffmanowá spoluzakladatelkou a předsedkyní Svazu vlastenecké charity Varšavanů a pomahala zraněným vojákům. Po pádu povstání v roce 1831 uprchla s manželem do Paříže, kde se jejich dům stal místem setkávání polských politických uprchlíků. V Paříži působila Hoffmanowá v Charitativním sdružení polských dam a v Literární společnosti a byla nazývána „matkou Velké emigrace“. Přátelila se s Chopinem a Mickiewiczem.
Zemřela na rakovinu prsu ve věku 46 let a byla pohřbena na hřbitově Père Lachaise.
V roce 1919 byla po ní pojmenována varšavská střední škola, jedna z nejstarších v zemi.

## Dílo
- 1819: Pamiątka po dobrej Matce przez dobrą Polkę (česky vyšlo v roce 1879)[3]
- 1823: Wiązanie Helenki
- 1824: Listy Elżbiety Rzeczyckiej do przyjaciółki Urszuli za panowania Augusta III pisane
- 1825: Druga książeczka Helenki
- 1825: Dziennik Franciszki Krasińskiej w ostatnich latach Augusta III pisany (anglicky The Diary of Countess Françoise Krasinska)
- 1830: Powieści z Pisma świętego (příběhy ze Starého zákona)
- 1832: Rozrywki dla Dzieci
- 1833: Wybór pism, svazky I–X
- 1833: Biografie znakomitych Polaków i Polek
- 1839: Karolina
- 1841: Krystyna
- 1845: Jan Kochanowski w Czarnolesie
- 1849: Pisma pośmiertne
- 1849: O powinnościach kobiet
- 1851: Pismo święte wybrane z ksiąg Starego i Nowego Zakonu objaśnione uwagami pobożnych uczonych i ofiarowane matkom i dzieciom przez Autorkę Pamiątki po dobrej matce (příběhy z Bible)

Posmrtné publikace:
- 1857–1859: Pisma, volumes I-XI
- 1876: Dzieła, volumes I-XII (editorka: N. Żmichowska)
- 1898: Wybór Dzieł, volumes I-IV (editor: P. Chmielowski)